# 冨島元治

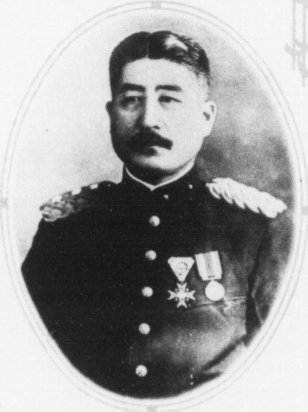
冨島元治

冨島 元治（とみしま もとはる、1874年（明治7年）2月16日 - 1945年（昭和20年）11月16日）は、日本の判事・台湾総督府官僚。高雄州知事。

## 経歴
京都府に冨島元起の長男として生まれる。京都府立第一中学校、第二高等学校を経て、1899年（明治32年）、東京帝国大学法科大学英法科を卒業。京都地方裁判所判事、横浜地方裁判所判事、東京地方裁判所判事、宇都宮地方裁判所部長判事を歴任。
台湾総督府総務長官・賀来佐賀太郎の招きにより台北に赴任し、覆審法院判官となった。その後行政官となり、南投庁長、台北庁長を歴任した。さらに台湾総督府警視総長（1919年5月21日 - 1919年6月28日）、同警務局長（1919年6月28日 - 1920年9月1日）を務めた。1920年（大正9年）より初代高雄州知事（1920年9月1日-1924年12月25日）に就任した。
1924年（大正13年）に退官し、1926年（大正15年）より京都市で公証役場を開き、公証人として活動した。

## 親族
- 竜野周一郎 - 妻の兄[3]。衆議院議員。